# خصائص الائمه
خصائص الائمه (ویژگی‌های امامان شیعه) کتابی است دربارهٔ سخنان و زندگی علی بن ابی‌طالب اولین امام شیعیان در اسلام. کتاب نوشته شریف رضی یا سید رضی است. سید رضی در کتاب تصویری روشن و جامع از زندگی علی بن ابی‌طالب را به تصویر می‌کشد.

## نویسنده
ابوالحسن محمد بن الحسین موسوی معروف به سید یا شریف رضی در سال ۳۵۹ق/۹۷۰م در بغداد به دنیا آمد و در سال ۴۰۶/۱۰۱۵ درگذشت. او در خانواده‌ای متدین و متدین بزرگ شد. وی تحت تعلیم شیخ مفید از فقهای بزرگ شیعه بود. سید رضی در جمع‌آوری خطبه‌ها، نامه‌ها و سخنان منسوب به علی بن ابی‌طالب در نهج البلاغه شهرت دارد.

## موضوع
این کتاب قرار بود زندگی همه امامان شیعه را منعکس کند، اما سید رضی در نهایت فقط به زندگی و سخنان علی بن ابی‌طالب پرداخت. این کتاب به دلیل اهمیت تاریخی و علمی برجسته آن در این زمینه بسیار مورد توجه است.

## تاریخ
این کتاب احتمالاً در سال ۳۸۳ هجری قمری نوشته شده‌است. سید رضی این کتاب را در زمان انحطاط عباسی نوشته‌است.

## انگیزه
او در مقدمه کتاب به انگیزه خود از تألیف کتاب اشاره می‌کند. به نقل از رازی، شخصی از او پرسیده بود: چه زمانی برای تمسخر به شیعه دوازدهم گروید؟ سید رضی به او پاسخ داد و پس از آن تلاش کرد تا کتابی در دفاع از شیعیان دوازده امامی بنویسد.

## سبک
نویسنده سخنان و معجزات زندگی امام علی را گردآوری کرده‌است.

## اهمیت
کتاب از جهات مختلفی حائز اهمیت است که برخی از آنها به شرح زیر است:
- منبعی ارزشمند در زندگی و سخنان امام علی (ع) و همچنین معتبرترین کتاب علما
- یکی از قدیمی‌ترین کتاب‌ها دربارهٔ امام علی است
- کتاب مقدماتی برای نگارش نهج البلاغه

## محتوا
برخی از مطالب کتاب به شرح زیر است:
- ویژگی‌های امام علی
- معجزات امام علی
- علم او به وحی و چگونگی نزول آن
- مبارزه با خوارج، یک فرقه مسلمان سرکش
- اوصاف عمر از علی